# Canal IPe
 (septembre 2023).
La mise en forme du texte ne suit pas les recommandations de Wikipédia : il faut le « wikifier ».
Les points d'amélioration suivants sont les cas les plus fréquents. Le détail des points à revoir est peut-être précisé sur la page de discussion.
- Les titres sont pré-formatés par le logiciel. Ils ne sont ni en capitales, ni en gras.
- Le texte ne doit pas être écrit en capitales (les noms de famille non plus), ni en gras, ni en italique, ni en « petit »…
- Le gras n'est utilisé que pour surligner le titre de l'article dans l'introduction, une seule fois.
- L'italique est rarement utilisé : mots en langue étrangère, titres d'œuvres, noms de bateaux, etc.
- Les citations ne sont pas en italique mais en corps de texte normal. Elles sont entourées par des guillemets français : « et ».
- Les listes à puces sont à éviter, des paragraphes rédigés étant largement préférés. Les tableaux sont à réserver à la présentation de données structurées (résultats, etc.).
- Les appels de note de bas de page (petits chiffres en exposant, introduits par l'outil «  Source ») sont à placer entre la fin de phrase et le point final[comme ça].
- Les liens internes (vers d'autres articles de Wikipédia) sont à choisir avec parcimonie. Créez des liens vers des articles approfondissant le sujet. Les termes génériques sans rapport avec le sujet sont à éviter, ainsi que les répétitions de liens vers un même terme.
- Les liens externes sont à placer uniquement dans une section « Liens externes », à la fin de l'article. Ces liens sont à choisir avec parcimonie suivant les règles définies. Si un lien sert de source à l'article, son insertion dans le texte est à faire par les notes de bas de page.
- La présentation des références doit suivre les conventions bibliographiques. Il est recommandé d'utiliser les modèles {{Ouvrage}}, {{Chapitre}}, {{Article}}, {{Lien web}} et/ou {{Bibliographie}}. Le mode d'édition visuel peut mettre en forme automatiquement les références.
- Insérer une infobox (cadre d'informations à droite) n'est pas obligatoire pour parachever la mise en page.

Pour une aide détaillée, merci de consulter Aide:Wikification.
Si vous pensez que ces points ont été résolus, vous pouvez retirer ce bandeau et améliorer la mise en forme d'un autre article.
 (septembre 2023).
Le contenu est difficilement compréhensible vu les erreurs de traduction, qui sont peut-être dues à l'utilisation d'un logiciel de traduction automatique.

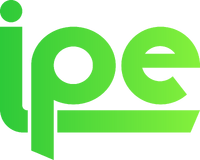
Logo de Canal IPe

Canal IPe (anciennement IPe Identidad Peruana) est une chaîne de télévision péruvienne proposant une programmation culturelle et éducative destinée au public enfant et juvénile. 
Lancée en juillet 2016 en remplacement de TV Perú 7.4, elle est exploitée par l'Institut national de radio et de télévision du Pérou (IRTP).

## Histoire

### Antécédents
Auparavant, la Télévision Nationale du Pérou (actuellement, TV Perú) diffusait une plage de programmation pour enfants avec des séries produites par les chaînes publiques NHK du Japon et BBC du Royaume-Uni via des séquences télévisées jusqu'aux années 2000. De plus, elle a essayé sa chance avec ses propres magazines pour enfants comme Sábado chico (2001-2002) et De vuelta y media (2003-2004), le premier étant animé par des enfants et destiné à eux. Depuis lors, le canal d'État s'est inquiété du manque d'intérêt des générations futures pour sa programmation culturelle.
En 2015, l'augmentation de la diffusion de programmes qualifiés de télévision poubelle (tels que les émissions de téléréalité, la presse à scandales, etc.) produites par trois chaînes de télévision ouvertes du pays, telles que Latina Televisión, América Televisión et ATV, conjuguée à une manifestation massive contre la télévision poubelle la même année, ont conduit les autorités à exiger le respect de la Loi 28278 de la Radio et de la Télévision, incitant ainsi l'IRTP à planifier le lancement d'une chaîne culturelle axée sur les enfants et les jeunes, avec une programmation originale ainsi que de la syndication de productions internationales. Elle remplacerait la TV Perú Infantil, supprimée en 2004 et qui était un bloc de programme destiné aux enfants.
Pour la présidente du conseil d'administration de l'IRTP, María Luisa Málaga, lors d'une interview avec le journal El Peruano, « les enfants et les jeunes ont besoin de leur propre espace » en raison de la prédominance du public adulte face à la demande de séries télévisées, et elle a également déclaré au journal Ojo que la chaîne adoptera la stratégie de la « télévision blanche ». En premier lieu, le bloc Kusi Kusi a été lancé en 2013 dans le cadre de la programmation de TV Perú, qui adoptait le même format d'écran que la chaîne enfantine argentine Pakapaka. Avec le temps, le bloc a été rebaptisé TV Perú Niños.

### Lancement
TV Perú a annoncé le lancement de IPe Identidad Peruana à la fin du mois de juin, avec une courte promotion. Le 1er juillet 2016, le alors président du Pérou, Ollanta Humala, a visité les installations de l'IRTP pour lancer les émissions sur le sous-canal numérique 7.4 du système de Television digitale terrestre, en remplacement de TV Perú 7.4. Dans le service de câble numérique de Movistar Perú, la chaîne en haute définition a remplacé TV Perú HD sur le canal 707. Le 4 juillet, le bloc Chicos IPe entre dans la grille de programmation de TV Perú avec deux créneaux en remplacement de TV Perú Niños,.
Avec 10 heures de premières quotidiennes, IPe est devenu le premier média local avec une programmation exclusive pour les enfants et les jeunes.,
Pendant les premiers jours de son lancement, la chaîne a diffusé des programmes de production nationale tels que Clan Destino, un magazine qui présentait les histoires d'entrepreneuriat de jeunes Péruviens ; Cortos IPe et Creaturas, des émissions dédiées au septième art au Pérou, et le bloc Chicos IPe qui comprenait des programmes tels que Los Cazaventuras, La Lleva Perú, La Hora Popap et Cocinando con Miko Ondas.
En 2017, IPe a diffusé différents programmes tels que Inéditos, Ciencia en Esencia, Lutieres, Acción Voluntaria et la deuxième saison de Creaturas.
À partir du 5 avril 2018, IPe, avec sa chaîne sœur TV Perú Noticias, a changé le format de sa diffusion standard de 4:3 en 16:9 panoramique. Le jour suivant, la diffusion SD est entrée dans Movistar TV sur le canal 319 et en HD sur le canal 772, dans le cadre du service de câble numérique.
En 2019, la chaîne a été rebaptisée Canal IPe, et à partir d'avril 2020, elle rediffuse Aprendo en casa de TV Perú pour les élèves du primaire de la première année jusqu'à la cinquième année du secondaire, et à partir de novembre 2020, elle rediffuse également El asombroso mundo de George, également de TV Perú.
En 2020, la première production en langues asháninka, quechua et aimara a été diffusée par Polirama, Ciudad jardín. Ce programme a également été diffusé pour le Consejo Nacional de Televisión de Chile. En 2022, l'importation de trois séries télévisées de NHK a été annoncée pour la diffusion sur cette chaîne.
En mai, la campagne contre le harcèlement scolaire intitulée No es juego a été lancée, et elle a également été diffusée sur d'autres chaînes publiques.

## Programmes
IPe propose des programmes et des séries animées destinés à ses deux publics spécifiques : l'enfance et la jeunesse, qu'ils soient d'origine nationale ou internationale. Il diffuse également des programmes importés, tels que des animations japonaises, en provenance des médias publics. En mai et juin, ils ont diffusé le clown Plim Plim (argentin) et Mon chien Chocolo (chilien).

### Programmes pour enfants
- Los Cazaventuras
- Chicos IPe
- Viajes de Papel
  - El payaso Plim Plim, un héroe del corazón
- Mi perro chocolo
  - Siesta Z
  - Floopaloo ¿dónde estás?
  - Ernest et Célestine
- Bloque Chicos IPe
  - Oggy y las cucarachas
- El escaparate de patricia
- Cocinando con Miko Ondas (finalizado)
- Pili y el Guardián Enmascarado
- Ciudad Jardín
- Colorico
- Asquerosamente Rico
- Asquerosamente tierno
- Vuelta por el universo
- Capitán Dark
- Animal Fan Pedia
- Los Cuentos de Chaski
- Pequeño Malabar
- Pequeña Galaxia
- Las adivinanzas de Ribbit
- El mundo de Ania y Kin
- Historias de la casa del árbol
- Aprendo en casa
- Mono ve, Mono hace
- Galaxia creativa
- Chaski El Guarda Parques
- La ciencia nos cambio
- Chaski el investigador
- Chaski el cocinero

### Programmes pour adolescents
- À distance
- Accès Public
- Quartier ami, acteurs de changement
- Boris et Rufus
- Science en essence
- Baqueta Et claqueta
- Courts IPe
- Go Astroboy GO!*
- Tout tecno
- Presque nouvelles
- Monde mathématique
- Il nage il nous Arrête
- Ma soeur et ses livres
- Creaturas
- Action volontaire
- Copie zéro
- Science est Essence
- Hacedores
- Son bestial
- Santi et banti (première et deuxième saison)
- Expressions
- Imperdibles
- Par qu'est-ce que nous sommes j'ai pris?
- Comment Changer le monde et sobrevivir dans la tentative
- Imperdibles, l'Important en bref
- Clan Destination
- Inédits
- Lutieres
- Carte sonore
- Kika Et Bob
- Art je manifeste
- Il lutte Livre

## Prix et reconnaissances
- Finalistes aux FAN Chile 2016 dans la catégorie "Meilleur programme pour enfants de 7 à 12 ans"[19]
- Lettre de reconnaissance et de félicitation de l'UNICEF pour la qualité du contenu et des messages diffusés dans la programmation de la Frange Enfants de Canal IPe
- Nommé aux Prix Luces 2016 du journal El Comercio pour les programmes Mapa Sonoro, Lucha Libro et Cortos IPe[20].
- Sélection officielle pour la conférence INPUT TV 2017 - Grèce pour les programmes : Chicos IPe et ¿Qué es para ti?[21]
- Finalistes de la Sélection Officielle du festival "Comkids et Prix Jeunesse Iberoamericano 2017", Catégorie "Meilleur microprogramme ibéroaméricain". Nommé : "Chicos IPe - ¿Qué es para ti?"[22]
- Finalistes aux FAN CHILE 2017 - Nommé : "Chicos IPe et Los Cazaventuras"[23]. *Finaliste aux Prix TAL 2018 - Nommé : "Ciencia en Esencia" *Finalistes aux FAN CHILE 2018 - Nommés "Chicos IPe", "Ciudad Jardín" et "Viajes de papel"[24]. *Finaliste aux Prix TAL 2019 - Lauréat "Viajes de papel"[25].